# Counter-Strike
Counter-Strike (укр. Контрудар, скорочено CS; також відома як Half-Life: Counter-Strike або Counter-Strike 1.6) — багатокористувацька відеогра, шутер від першої особи, розроблений та випущений для Windows американською компанією Valve. Спочатку гра Counter-Strike являла собою користувацьку модифікацію до Half-Life, розроблену ентузіастами Мінем Ле і Джессом Кліффом в 1999 році; надалі Valve найняла обох розробників на роботу і придбала у них права інтелектуальної власності на гру, в 2000 році випустивши доопрацьовану версію Counter-Strike вже як самостійну гру. Гра була в різні роки портована на ряд платформ, у тому числі macOS, Linux і Xbox (як окремої гри).
Ігровий процес Counter-Strike проходить у форматі розбитого на кілька раундів матчу між двома командами гравців, одна з яких грає роль «терористів», а інша — контртерористичного спецназу; перед початком кожного матчу гравці вибирають «карту», на якій відбуватиметься бій. Команда може здобути перемогу в раунді, просто перебивши всіх супротивників або виконавши певні завдання, які можуть відрізнятися для різних карт. На початку кожного раунду гравці можуть купити зброю та допоміжне спорядження за ігрову валюту; за підсумками кожного раунду гравці отримують певну суму віртуальних грошей, які можуть використовувати для придбання більш потужної та ефективної зброї у наступному раунді.
Counter-Strike отримала надзвичайно високі відгуки критиків і набула величезної популярності серед гравців, у тому числі як одна з найбільш популярних кіберспортивних дисциплін у 2000-х роках. Надалі було випущено низку ігор-продовжень і спадкоємців, які складають серію Counter-Strike.
З Counter-Strike проводяться чемпіонати, це одна з ігор, яка є в складі World Cyber Games — світового змагання з відеоігор.

## Ігровий процес

Контртерористи в бою з терористами

### Основи
Гравці в Counter-Strike поділяються на протиборчі команди терористів (T) і спецпризначенців (контртерористів, CT). Керуючи одним з бійців, гравець повинен забезпечити перемогу своєї команди, головним чином знищуючи опонентів упродовж кількох раундів.
Сутички відбуваються на місцевостях, званих картами. Кожен боєць володіє запасом здоров'я, початковою зброєю і коштами. За кошти можливо придбати іншу зброю, броню чи оснащення на кшталт приладу нічного бачення або щита. Гравцеві надаються відомості про стан здоров'я, броні, час до кінця раунду, кількість союзників, боєзапас і кошти. Також на екрані наводить радар, що показує розташування бійців, і відомості про те, хто кого вбив і з якої зброї.
На початку гравець обирає карту, команду і одного з чотирьох її бійців. Класи бійців косметичні — вони відрізняються тільки зовнішнім виглядом, але вигляд може сприяти маскуванню, залежно від карти. Команди починають сутичку, перебуваючи на «базі», навколо якої існує «зона покупок». Перебуваючи в ній, гравець може придбати за кошти корисні речі на свій розсуд. Раунд триває поки не буде досягнуто поставленої мети, або одна з команд не знищить іншу. В разі загибелі свого бійця, гравець продовжує спостерігати за сутичкою до кінця раунду. Коли раунд завершується, команди отримують кошти (переможці більшу суму) і в повному складі знову опиняються на своїх «базах» (респавняться).

### Основні типи гри
Hostage Rescue (укр. Порятунок заручників) — контртерористи повинні знайти заручників і вивести їх із зони утримання, тоді як терористи — утримати заручників. Контртерористи перемагають, якщо до закінчення часу раунду вони встигають вивести заручників у вказану точку на карті, або убивши всіх терористів. Терористи ж перемагають, якщо всі заручники не будуть виведені до закінчення раунду, або всі контртерористи будуть убиті. Після супроводження заручників в точку порятунку, гравцеві контртерористів, який вивів їх, дається по 300 $ за кожного врятованого заручника. Зазвичай карти для цього типу гри мають префікс cs_.
Bomb / Defuse (укр. Замінувати / Знешкодити) — головним завданням для команди терористів є закласти бомбу та не допустити її розмінування командою контртерористів. Завдання для контртерористів полягає в тому, щоб не дати встановити бомбу або розмінувати її у випадку встановлення. Бомбу несе один з членів команди терористів. Він може її скинути, як звичайну зброю, для того щоб її підібрав інший гравець з його команди. Гравець з бомбою на радарі терористів при цьому відображається точкою, що блимає. Після закладання бомби гравцям обох команд передається повідомлення «The bomb has been planted — Бомбу було активовано». У CT є можливість скоротити час розмінування бомби, купивши Defuse Kit (укр. Саперний набір), з яким він складає 6 секунд (без нього — 11 секунд). Час закладки бомби триває всього 3 секунди. На переважній кількості турнірів Counter-Strike граються мапи типу Bomb/Defuse. Зазвичай такі карти мають префікс de_.
VIP Assassination (укр. Вбивство VIP) — завданням терористів є вбити VIP-гравця (у загальному випадку, не дати йому врятуватися), яким стає один з гравців команди контртерористів. При цьому у VIP немає можливості купити зброю, патрони або спорядження, проте він має 200 % броні, бронежилет без шолома і стандартний пістолет команди контртерористів (HK USP). Завдання CT — довести VIP до зони порятунку. Карти цього сценарію мають префікс as_. Єдиною картою такого сценарію в офіційному наборі CS є as_oilrig.

### Додаткові типи карт
Різноманітні модифікації Counter-Strike з особливими правилами граються на додаткових картах, які мають спеціальні позначення в назвах. У загальному випадку, тільки творець визначає назву карти, що може не відповідати де-факто прийнятим завданням цієї карти.

### Керування та інтерфейс
Як і більшість шутерів від першої особи, Counter-Strike використовує керування клавіатурою та мишею. За промовчанням за допомогою миші відбувається керування орієнтацією у просторі (поворот), стрілянина, ввімкнення другої функції зброї та її перемикання. За допомогою клавіатури — переміщення та інші функції.
Інтерфейс має HUD-систему. На екрані, на його периферії, відображаються:
1. Радар. Світліша область представляє поле зору гравця. На радарі відображаються гравці своєї команди, заручники (блакитним кольором), бомба (помаранчевим), причому об'єкти відображаються з урахуванням висоти — крапкою або двома перпендикулярними лініями. Є можливість відзначити гравців (світло-оранжевим кольором) командою trackplayer та скасувати цю дію командою clearplayers.
2. Вибір зброї. Значки показують обрану зброю, номер — наявність первинної (primary), вторинної (secondary) зброї, ножа, гранат і бомби (1, 2, 3, 4, 5 відповідно). Смуга — запас патронів.
3. Вбивства відображаються у правому верхньому кутку. Показується тип зброї, вбивство попаданням чи не попаданням у голову (headshot), або самогубство.
4. Ліхтар. Відображається при увімкненому або вимкненому ліхтарику.
5. Голосовий зв'язок. Ім'я праворуч відповідає ніку гравця, що говорить через мікрофон.
6. Сума грошей на рахунку. Не більше $16000 за промовчанням.
7. Кількість набоїв у магазині, загальна кількість у запасі та їх калібр.
8. Здоров'я. Спочатку є 100 % (Hit Points[6] або Health Points[7], hp).
9. Броня. У разі купівлі бронежилету з каскою з'являється відповідний значок, у разі купівлі бронежилету окремо — просто значок у вигляді щита. Спочатку 0 % (Armor Points, ap)
10. Індикатор керування транспортним засобом.
11. Залишок часу до кінця раунду. Якщо до кінця залишається менше 30 секунд, піктограма починає блимати червоним.
12. Приціл. Можлива зміна кольору, розміру, прозорості та поведінки прицілу.
13. Індикатор, пов'язаний із завданням карти. Наявність бомби у терориста, Rescue-зона, зона для виведення VIP, зона для втечі терористів на Escape-картах. Значки починають світитися червоним, у разі знаходження у відповідній зоні (наприклад, зоні закладання бомби). Значок у вигляді щипців — наявність набору сапера у контр-терориста.
14. Зона покупки символізується появою відповідної піктограми.
15. «Небезпечні умови» також символізуються відповідним значком (довге перебування під водою, потрапляння у вогонь та ін.)

Чат гри відображається зліва внизу. У грі також ведеться статистика смертей та вбивств, відображається затримка сервера. Можливе часткове налаштування керування та зовнішнього вигляду через головне меню, проте через консоль можливе набагато тонше налаштування.

### Грошова система
На відміну від Half-Life, в Counter-Strike одним із аспектів гри є кількість грошей на рахунку гравця. Ці гроші можуть бути використані для покупки зброї та спорядження. Робити покупки можна тільки так званій зоні купівлі (buy-zone), присутність у якій символізується відповідним значком. Наявність обмеженого грошового рахунку вносить серйозні корективи в тактику гри, а гарне та ретельне планування грошової політики у матчі може суттєво наблизити команду до виграшу. Протягом своєї історії грошова система багаторазово змінювалася та перебудовувалась: творці намагалися знайти найкращий збалансований варіант. Змінювалася вартість зброї, додавалися різні її види.
Після закінчення раунду кожен гравець команди, що виграла, отримує на свій рахунок певну суму грошей, а гравці програлої — меншу суму. Залежно від типу завдання та вчинених дій ці гроші різні. Максимально можлива сума на рахунку $16000, мінімально можлива $0.
Грошова таблиця:
| Команда | Результат                     | Спосіб                  | Плата |
| ------- | ----------------------------- | ----------------------- | ----- |
| CT      | Перемога                      | Будь-який               | $3250 |
| CT      | Поразка                       | Вибух бомби             | $1400 |
| CT      | Поразка, наступна за виграшем | Вибух бомби             | $1500 |
| CT      | Поразка                       | Заручників не врятовано | $0    |
| CT/T    | Поразка                       | Знищення команди        | $1400 |
| CT/T    | Поразка, наступна за виграшем | Знищення команди        | $1500 |
| T       | Перемога                      | Знищення CT             | $3250 |
| T       | Перемога                      | Вибух бомби             | $3500 |
| T       | Поразка                       | Бомба знешкоджена       | $2200 |
| T       | Поразка, наступна за виграшем | Бомба знешкоджена       | $2300 |
| T       | Поразка                       | Час вийшов              | $0    |

### Зброя і спорядження
Зброя, якою володіє боєць, поділяється на первинну і вторинну. Первинна включає пістолет, який видається на початку, і різноманітну стрілецьку зброю, яка купується на розсуд гравця. Вторинна включає ніж, який завжди є у бійця, і гранати. Для терористів і контртерористів набір зброї дещо різниться. Зображені в грі моделі відповідають реальним зразкам зброї, проте їхня спрямованість і характеристики умовні. Якщо вказано в налаштуваннях, можливо користуватися ліхтариком, який освітлює темні місця, проте видає розташування бійця.
Пістолети: Glock 18, USP .45, P228, Desert Eagle, Beretta (парні)*, Five-Seven**.
Дробовики: M3, XM1014.
Пістолети-кулемети: MAC-10*, TMP**, MP5, UMP45, P90.
Автоматичні гвинтівки: Galil*, FAMAS**, АК-47*, M4A1**, SG552*, AUG**.
Снайперські гвинтівки: Scout, AWP, G3SG1*, SG550**.
Ручні кулемети: M249.
Гранати: Світлошумова, Димова, Осколкова.
Спорядження: Бронежилет, Бронежилет і шолом, Саперний набір**, Прилад нічного бачення, Балістичний щит**.
* — доступно тільки терористам
** — доступно тільки контртерористам

### Фракції
На вибір гравців творці Counter-Strike пропонують для кожної команди кілька різних ігрових моделей, що відрізняються один від одного зовнішнім виглядом, що маскує гравця на різних картах. Для кожної команди доступно по чотири ігрові моделі:
Терористи: Arctic Avengers (укр. Арктичні месники, Швеція), Elite Crew (укр. Елітний підрозділ, Близький Схід), Guerilla Warfare (укр. Повстанські сили, Середній Схід), Phoenix Connexion (укр. Клан «Фенікс», Східна Європа).
Контртерористи: GIGN (Groupe D'Intervention de la Gendarmerie Nationale, Франція), GSG-9 (Grenzschutzgruppe-9, Німеччина), SEAL Team 6 (Sea Air Land, Команда 6, США), SAS (Special Air Service, Велика Британія).
Крім цих моделей, у грі є особливий скін для VIP-гравця (на картах типу VIP assassination) і особливі моделі заручників (на картах Hostage Rescue).
У всіх моделей від першої особи голі руки, хоча у більшості закриті камуфляжем. Проте, в Counter-Strike: Global Offensive для кожного скіна була спеціально зроблена своя модель рук, тому руки кожної моделі виглядають від першої особи так само, як і від третьої.

### Список мап
- aim_ak_colt
- aim_ak_map
- aim_ak-colt
- aim_awp
- aim_aztec
- aim_deagle5
- aim_dgl
- aim_dust_final_v2
- aim_dust2003
- aim_glock
- aim_headshot
- aim_map
- aim_map_deagle
- aim_map_usp
- aim_map2
- aim_metallo-LIS
- aim_mortar_esl
- aim_pistols
- aim_sk_ak_m4
- aim_sk_awp
- aim_sk_glock
- aim_train_a
- aim_usp
- ak_47
- as_alpine
- as_beachassault
- as_convoy
- as_cowboy
- as_desert
- as_forest
- as_highrise2
- as_intruder
- as_oilrig
- as_rising_sun
- as_rubble
- as_sanpablo
- as_snowy2
- as_swissbank
- as_tigris
- as_tundra
- awesome_cars2
- awp_city
- awp_dust
- awp_india
- awp_lol
- awp_map
- awp_metro
- awp_ruins
- awp_winter
- cs_747
- cs_alpin
- cs_assault
- cs_assault_upc
- cs_backalley
- cs_bank
- cs_da4a
- cs_deagle5
- cs_delta_assault
- cs_docks
- cs_docks_v1
- cs_dust2
- cs_estate
- cs_havana
- cs_italy
- cs_italy2
- cs_italy-xp
- cs_kxmu
- cs_mansion
- Cs_mansion2
- cs_massacre
- cs_masterfield
- cs_mice_final
- cs_militia
- cs_ncruins
- cs_office
- cs_pf_aztec
- cs_pf_dust
- cs_pf_dust3
- cs_rats2
- cs_school2
- cs_siege
- cs_thunder
- cs_wildwest_assault
- cs_winter_assault
- cs_yemen
- de_ahram
- de_airstrip
- de_apex
- de_aztec
- de_aztec_15
- de_aztec2
- de_aztec15
- de_aztec-xp
- de_battlezone
- de_bridge
- de_cbble
- de_chateau
- de_cpl_bomb
- de_cpl_fire
- de_cpl_mill
- de_cpl_overrun
- de_cpl_strike
- de_dust
- de_dust_pcg_b19
- de_dust2
- de_dust2_2x2
- de_dust2_2x2_b
- de_dust2_2x2_hama
- de_dust2_3x3
- de_dust2_2009
- de_dust2_2009_1
- de_dust2_long
- de_dust2k
- de_dust4
- de_dust4ever
- de_dust2002
- de_dustyaztec
- de_eldorado
- de_foption
- de_forge
- de_go_go_go
- de_grozniy_b1
- de_hell
- de_inferno
- de_inferno_2x2
- de_inferno_old
- de_inferno2
- de_inferno2010
- de_irak
- de_italian_v2
- de_jeepathon2k
- de_kabul
- de_kabul_32
- de_kabul32
- de_khurais
- de_killzone
- de_mirage
- de_mjolby3
- de_nonstop
- de_nuke
- de_nuke_1337
- de_nuke_rarea
- de_piranesi
- de_prodigy
- de_rats
- de_rats2
- de_rats2_2002
- de_rats3
- de_rats4_final
- de_rotterdam
- de_school_atack
- de_sea_dust2
- de_snipe_it5
- de_storm
- de_survivor
- de_torn
- de_train
- de_tuscan
- de_vertigo
- de_westwood
- fy_aztecworld2_step
- fy_dinoiceworld
- fy_dustworld
- fy_iceworld
- fy_pool_day
- fy_poolparty
- fy_snow

## Розробка
Counter-Strike було задумано в 1999 році студентами Джессом Кліффом і Мінном Лі як модифікацію до Half-Life. Лі під псевдонімом Gooseman вже розробляв модифікації Navy SEALs для Quake III та Action Quake 2 для Quake 2, присвячені боротьбі терористів зі спецпризначенцями, але вирішив, що доцільніше обрати більш реалістичну гру, якою вважав Half-Life. Паралельно навчаючись в університеті, Лі почав роботу над Counter-Strike. Кліфф був вебдизайнером і зацікавившись Action Quake 2, познайомився з Лі та дізнався про його плани створити гру реалістичної тематики. Робота почалася в січні 1999 року. Кліфф створив сайт counter-strike.net, який привернув увагу несподівано великої кількості відвідувачів (понад 10000). Джесс з Міном створювали код, моделі, тоді як спільнота зацікавлених гравців розробляла карти. В березні 1999 року сформувалася команда розробників Counter-Strike Team, а 18 червня 1999 було випущено версію BETA 1. Модифікація містила базові принципи бою, протиборчі команди, зброю, втім працювала нестабільно і багато аспектів не працювали належно. Зокрема, броня була практично марною.
Кожні 3-5 місяців випускалися оновлення, де впроваджувалися нова зброя, карти, та виправлялися помилки. Зокрема в BETA 3 було додано ніж для ближнього бою. Вже тоді розробники зіткнулися з проблемою читерства та намагалися боротися з ним. Counter-Strike стала популярнішою, ніж чимало самостійних ігор свого часу, привертаючи увагу преси. Наприкінці 1999 популярність Counter-Strike перевершила популярність Team Fortress Classic від Valve. Тож Counter-Strike Team було запропоновано роботу в Valve, а їхню гру видати окремо, а не як модифікацію. 12 квітня 2000 року Counter-Strike Team увійшла до Valve. Для допомоги в розробці було виділено студію Barking Dog. За її підтримки вийшла версія BETA 5.0 з удосконаленим інтерфейсом, картами, фракціями, та змінами ігрового балансу.
31 серпня 2000 року було оголошено, що Counter-Strike продаватиметься як окрема гра, а 9 листопада вийшла релізна версія Counter-Strike 1.0.

## Системні вимоги
Системні вимоги для клієнтської частини гри суттєво відрізняються від вимог до обладнання для серверного ПЗ.
| Оптимальні | Мінімальні |
| --- | --- |
| - Процесор 800 МГц - Windows XP і вище - 128 МБ оперативної пам'яті - Відеокарта з обсягом пам'яті 32 МБ - Звукова карта - Інтернет-з'єднання | - Процесор 500 МГц - Windows 2000 і вище - 96 МБ оперативної пам'яті - Відеокарта з обсягом пам'яті 16 МБ - Звукова карта - Інтернет-з'єднання (64 Кбіт/с) |

## Читерство
Counter-Strike користується великою популярністю, через що страждають звичайні гравці. За час існування гри було розроблено безліч способів обману та отримання переваги нечесним шляхом. До основних типів читерства відносять:
- Використання сторонніх програм, а також переналаштування драйверів системи та використання сторонніх (нестандартних) ігрових моделей.
- Використання скриптів (наприклад Attack+Use, No-Recoil та ін), а також недокументованих можливостей гри — багів (наприклад mapswimming, silentbomb, pixelwalking, flashbang bug, jump bug, edge bug).
- Тонка настройка графіки та мережевої взаємодії через консоль.
- Моніторинг та інші «не комп'ютерні» методи обману.

Правила багатьох чемпіонатів суворо регламентують моменти, що стосуються використання тих чи інших прийомів у грі, а за порушення регламенту слідують санкції аж до виключення з ліг, в рамках яких проводяться чемпіонати. На public-серверах за виконанням правил стежать адміністратори цих серверів, можлива робота античитерських програм. На багатьох серверах читерство карається баном.
Істотний дисбаланс в гру вносять саме сторонні чит-програми (або просто чити), оскільки вони докорінно дозволяють змінювати фізику гри та роботу графічного движка.
Основні типи читерства, що реалізується в чит-програмах:
- Wallhacking (wallhack) — можливість бачити крізь стіни ворогів та об'єкти карти.
- Aimbotting (aimbot) (auto-aim) і Triggerbot — автоматичне наведення прицілу гравця на ворога та автоматичний постріл.
- SpeedHacking (speedhack) — можливість збільшення швидкості (аж до моментальної) виконання дій (біг, стрільба), в Counter-Strike її рідко використовують, але вона дає істотну перевагу над іншими гравцями.
- Bhop (auto bunnyhopping) — можливість здійснювати стрибки, затиснувши одну клавішу. За допомогою цього можна розвивати величезну швидкість та мати перевагу над ворогом.
- ESP (ExtraSensory Perception) — показує детальну інформацію про ворога.
- KnifeBot — здійснює автоматичну атаку ножем при достатньому наближенні до ворога.

Існують інші можливості, що даються чит-програмами (Lambert, WireFrame, No-Recoil та інших.). Найпоширеніші чіт-бази в інтернеті містять дуже багато видів читів, у тому числі й перерахованих вище. Існують думки, що читерські програми на сьогоднішній день часто є способом поширення вірусів, троянів та інших шкідливих програм. Методами боротьби з читерством є адміністраторський контроль, використання серверних чи клієнтських античитів.
Стандартним рішенням є Valve Anti-Cheat античітерська програма, розроблена Valve Corporation і реалізована на базі Steam. Поставляється разом з грою, починаючи з версії 1.4 (2002). Ефективність цієї програми перебуває під питанням, оскільки більшість читів обходять цей захист.
Серверні античити не мають клієнтської частини, тобто програми, що запускається на комп'ютері гравця. Їхня дія, як правило, заснована на виявленні аліасів (послідовностей читерських команд), натискань чит-клавіш (які не використовуються у грі, при цьому часто використовуються для активації чит-функцій), або просто блокують передачу координат противників, якщо гравець їх не повинен бачити (знаходиться за стіною). Більшість подібних рішень реалізовані як плагіни Metamod або AmxModX. Прикладом є давно не оновлюваний розробниками, але все ще ефективний Reallite HLGuard.
Клієнтські античити — спеціальні програми, які запускають гравці на своїх комп'ютерах. Вони сканують пам'ять комп'ютера щодо наявності відомих їм читов. Найбільш популярними є UCP, MyAC, EAC та FaceIT. На деяких серверах наявність програми-античита є обов'язковою для успішного підключення до сервера.

## Оцінки й відгуки
| Агрегатор    | Оцінка                  |
| ------------ | ----------------------- |
| GameRankings | PC: 89% XBOX: 73 %      |
| Metacritic   | PC: 88/100 XBOX: 74/100 |

| Видання        | Оцінка |
| -------------- | ------ |
| GameRevolution | A      |
| GameSpot       | 8.4/10 |
| IGN            | 8.9/10 |

Counter-Strike зібрала позитивні відгуки критиків і гравців. На агрегаторі Metacritic середня оцінка складає 88 балів зі 100, а на GameRankings — 89,2 %.
Сайтом EDGE у 2006 році Counter-Strike було поставлено на 22-е місце в «Топ 100 ігор 21 століття». У 2009 році журнал «Empire» включив Counter-Strike до переліку 100 найвидатніших відеоігор усіх часів.

## Кіберспорт

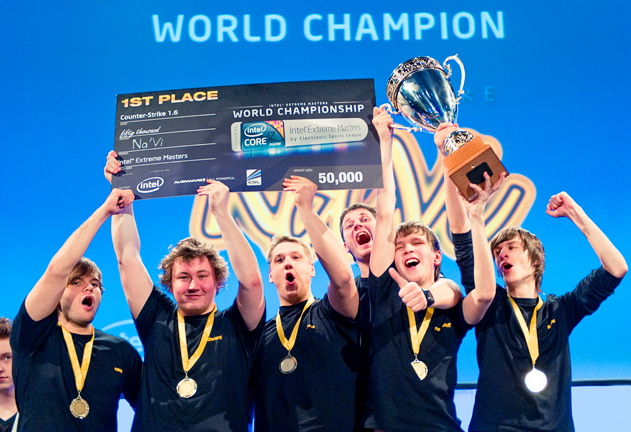
Перемога Na'Vi на турнірі IEM4

Counter-Strike 1.6 є одною з кіберспортивних дисциплін. Турніри з цієї гри почалися майже відразу після її створення. Найбільших успіхів у дисципліні за всю історію досягла українська команда Natus Vincere.
У 2012 році, з появою Counter-Strike: Global Offensive, у Counter-Strike 1.6 залишилися лише аматорські турніри.